# Саркисян, Саркис Карапетович
Саркис Карапетович Саркисян (другой вариант имени — Сергей Константинович) (арм.Սարգսյան Սարգիս Կարապետի, 6(19)февраля 1907 года, Тбилиси, Российская империя — 4 июня 1992 года, Ереван, Армения) — армянский советский артист балета, педагог, балетмейстер. Заслуженный артист Армянской ССР (1945). Один из основателей армянского балета.

## Биография
В 1927 году Саркис Саркисян окончил балетную студию Марии Перини в Тбилиси, затем — Ленинградское хореографическое училище (1932 г., педагог В. И. Пономарёв). Сценическую деятельность начал в 1927 году в Грузинском театре оперы и балета им. Палиашвили (Тбилиси). В 1932-38 годах был артистом балета в Ленинградском театре им. Кирова. С 1938 по 1961 год был солистом Армянского театра оперы и балета им. А. Спендиарова.
В 40-50 гг. Саркис Саркисян был одним из ведущих артистов балетной труппы Армянского театра оперы и балета им. А. Спендиарова. В 1939 году на Декаде Армянского искусства в Москве выступил в роли Армена в первом армянском национальном балете «Счастье» А. Хачатуряна. Был многолетним партнёром Любови Воиновой-Шиканян.
С 1938 по 1987 год преподавал в Ереванском хореографическом училище. Среди его учеников: В. Г. Ханамирян, Ф. М. Еланян, М. О. Мурадян, Ж. А. Бабаханян, М. Ратевосян, О. Диванян, Т. Г. Григорян.

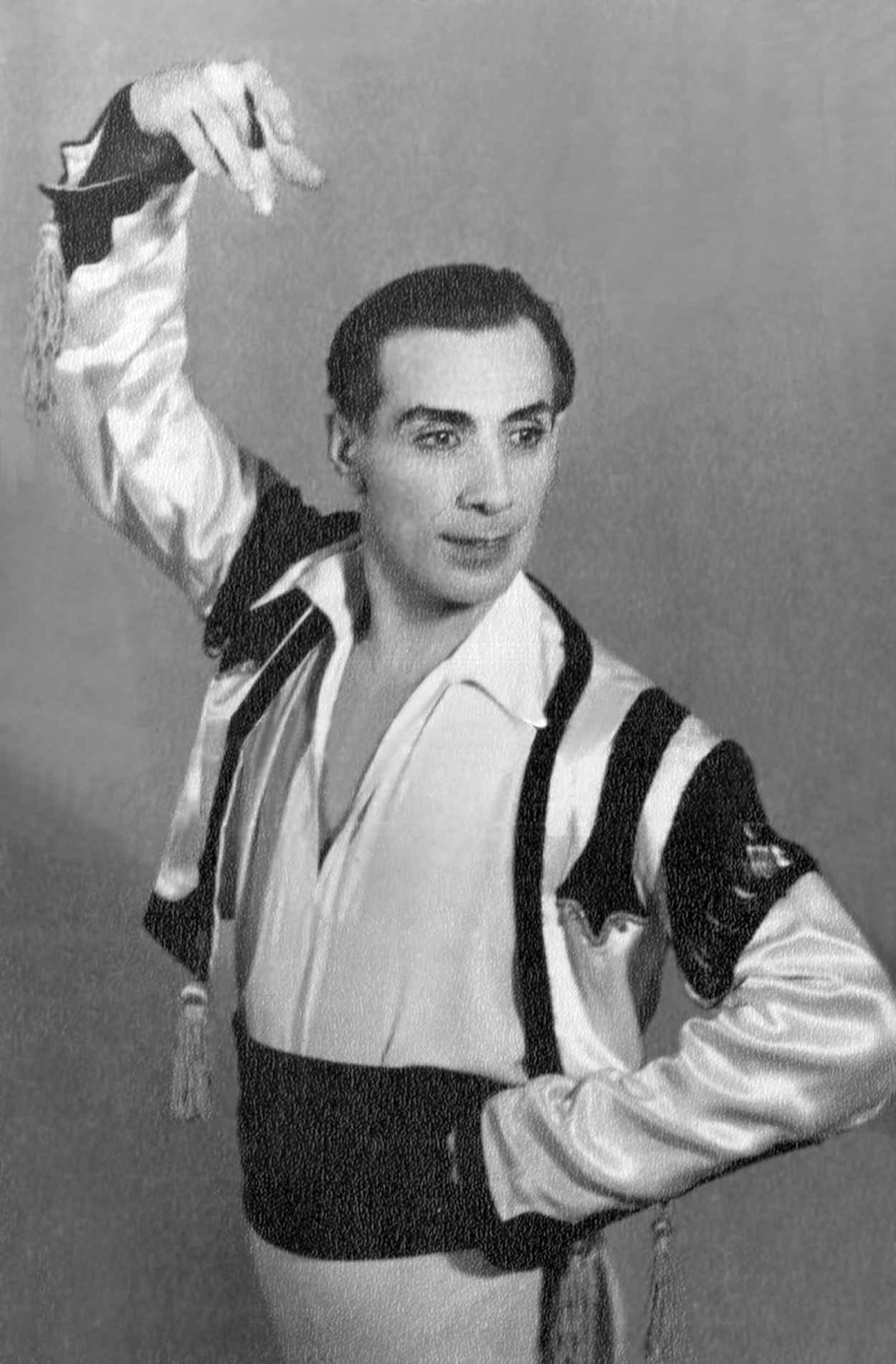
С.Саркисян в роли Базиля

## Роли в спектаклях
- Зигфрид («Лебединое озеро» Чайковского)
- Арлекин («Арлекинада» Дриго)
- Армен («Счастье» Хачатуряна)
- Жан де Бриен («Раймонда» Глазунова)
- Вацлав, Гирей («Бахчисарайский фонтан» Асафьева)
- Бахметьев («Кавказский пленник» Асафьева)
- Давид Сасунский («Хандут» на муз. Спендиарова)
- Царевич Вачаган («Анаит Тер-Гевондяна»)
- Синдбад («Шехеразада» на муз. Римского-Корсакова)
- Франц («Коппелия» Делиба)
- Евгений («Медный всадник» Глиэра)
- Ма Ли Чен («Красный мак» Глиэра)
- Мато («Севан» Егиазаряна)
- Бакур («Мармар» Оганесяна)
- Базиль («Дон Кихот» Минкуса)